# Jean-François Quintin
Jean-François Quintin (Saint-Jean-sur-Richelieu, Québec, 1969. május 28. –) kanadai profi jégkorongozó.

## Karrier
Komolyabb junior karrierjét a QMJHL-es Shawinigan Cataractesben kezdte 1986–1987-ben és 1989-ig játszott ebben a csapatban. Utolsó szezonjában 69 mérkőzésen 100 asszisztot adott és ütött mellé 52 gólt. Az 1989-es NHL-drafton a Minnesota North Stars választotta ki a negyedik kör 75. helyén. 1989-ben kezdte meg felnőtt pályafutását az IHL-es Kalamazoo Wingsben. A következő szezont is itt játszotta. 1991–1992-ben még játszott az IHL-es Kansas City Bladesben, majd nyolc mérkőzésre meghívást kapott az NHL-es San Jose Sharks, amelyeken három gólt ütött. A következő idényben már 14 mérkőzésen játszhatott a Sharksban és hét pontot szerzett, de soha többé nem játszott az NHL-ben. 1993–1998 között a Kansas City Bladesben szerepelt. Legjobb idényében 61 pontot szerzett. 1998–1999-ben a szlovén ligában játszott, majd 1999–2003 között a német ligában szerezte a pontokat.

## Díjai
- QMJHL Második All-Star Csapat: 1989
- Turner-kupa: 1992